# Phreatia micholitzii
Phreatia micholitzii är en orkidéart som beskrevs av Rudolf Schlechter. Phreatia micholitzii ingår i släktet Phreatia och familjen orkidéer. Inga underarter finns listade i Catalogue of Life.